# Новий (Воткінський район)
Но́вий (рос. Новый) — селище (до 2012 року — селище міського типу) у Воткінському районі Удмуртії, Росія.
Населення становить 5742 особи (2010, 4642 у 2002).

## Склад
Урбаноніми:
- вулиці — Берегова, Березова, Будівників, Будівнича, Волковська, Енергетиків, Жовтнева, Калашникова, Камська, Костоватовська, Лісова, Лізи Чайкиної, Паркова, Перемоги, Першотравнева, Південна, Північна, Пісочна, Польова, Праці, Радянська, Робітнича, Садова, Сонячна, Соснова, Спортивна, Тайгова, Центральна, Чайковського
- провулки — Бузковий, Вишневий, Дорожній, Зелений, Квітковий, Лазурний, Тихий
- проїзди — Молодіжний, Шкільний

## Господарство
В селищі знаходиться залізнична станція Построєчна та пристань на річці Кама. Є 2 піщаних кар'єри та 2 піщано-гравійних.

## Історія
В 1950-их роках при будівництві Воткінської ГЕС на правому березі Ками утворились два робітничих селища — Новий та Волковський, які підпорядковувались Перевозинській сільраді. В 1964 році селища переходять до Кварсинської сільради. 1969 року утворюється Волковська сільрада з центром в селищі Волковський, куди входять селище Новий та станція Построєчна. 1989 року Новий отримує статус смт, а Волковська сільрада перетворюється в Нововолковську селищну раду з центром в смт Новий. У 2004 році селищна рада перетворюється в Нововолковське сільське поселення. У 2005 році до смт були приєднані селища Волковський та Построєчна. 2012 року смт отримало статус селища.